# Тридентський собор

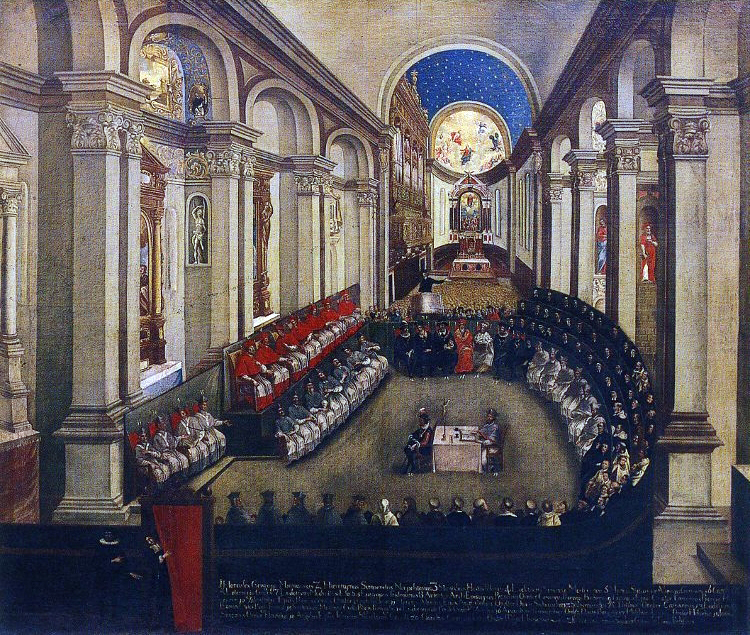
Тридентський собор

Тридентський собор — 19-й вселенський собор, Римо-католицької церкви, відбувався між 1545 та 1563 роками у Триденті (Тренто). Мав чотири засідання в Соборі святого Вігілія. Два засідання відбувалися також у Болоньї. Собор почався 13 грудня 1545 року і закінчився 4 грудня 1563 року.

## Передумови
П'ятий Латеранський собор (1512–1517) почав реформу церкви, але в теології не було розв'язано багато спірних питань. Більш, ніж 20-річне затягування їх розв'язку також було зв'язане з політичною ситуацією часу реформації. Павло III вирішив зібрати собор в Тренто 1 листопада 1542 року, однак через війну проти Франції його перенесли спочатку на березень 1545 року і зрештою змогли відкрити лише 13 грудня 1545 року. Тридентський собор був одним із найважливіших соборів в історії Церкви, оскільки основною метою його була відповідь Реформації.

## Порядок роботи та ухвалені рішення
Для початку вирішили взяти до розгляду питання вчення та декретів Реформації і провести їх обговорення, запросивши також протестантських богословів. Пізніше в прийнятих канонах ці пункти були наведені й засуджені як єресі.

## Рішення

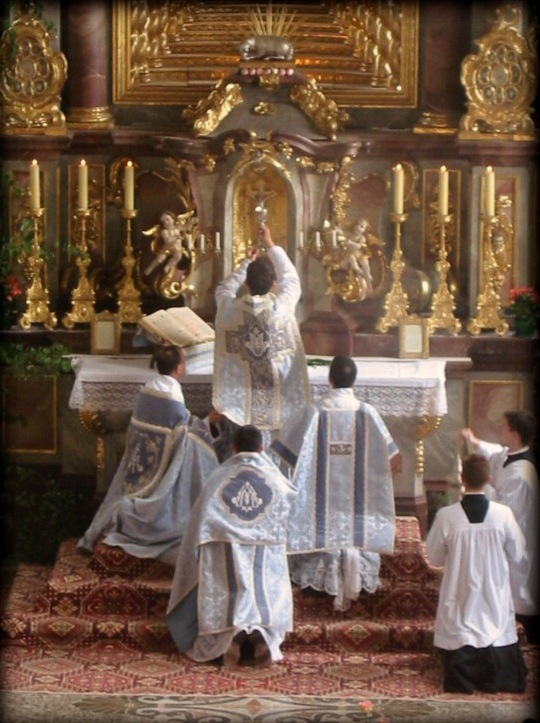
Тридентська Меса.

На соборі був підтверджений Нікейський символ віри, Вульгата (латинський переклад Біблії), прийнято позаканонічні книги в Біблію, Тридентський Катехизис. Собор також остаточно встановив канон Святого Письма і визнав, що всі книги написані під натхненням Святого Духа і не можуть бути змінені або тлумачені так, як комусь заманеться. Первородний гріх є загальним, однак змивається хрещенням. Визнано, що людина без благодаті не спасеться. Було приписано уділяти свячення безкоштовно, а для виховання нових священників створити в єпархіях духовні семінарії. Кодифіковано форму служіння Літургії латинського обряду — так звану «Тридентську месу». Підтримано локальні та чернечі форми служіння Літургії, старші за 200 років.
Всього було прийнято 16 Догм, що становлять більшу частину католицької доктрини.
Кількість Отців Собору була змінною (від 34, які були присутні на першій сесії, до 215 на останній). Їм допомагали теологи-консультанти. Запрошені протестантські богослови відмовилися брати участь в дебатах.